# معركة مونت لاتورثي

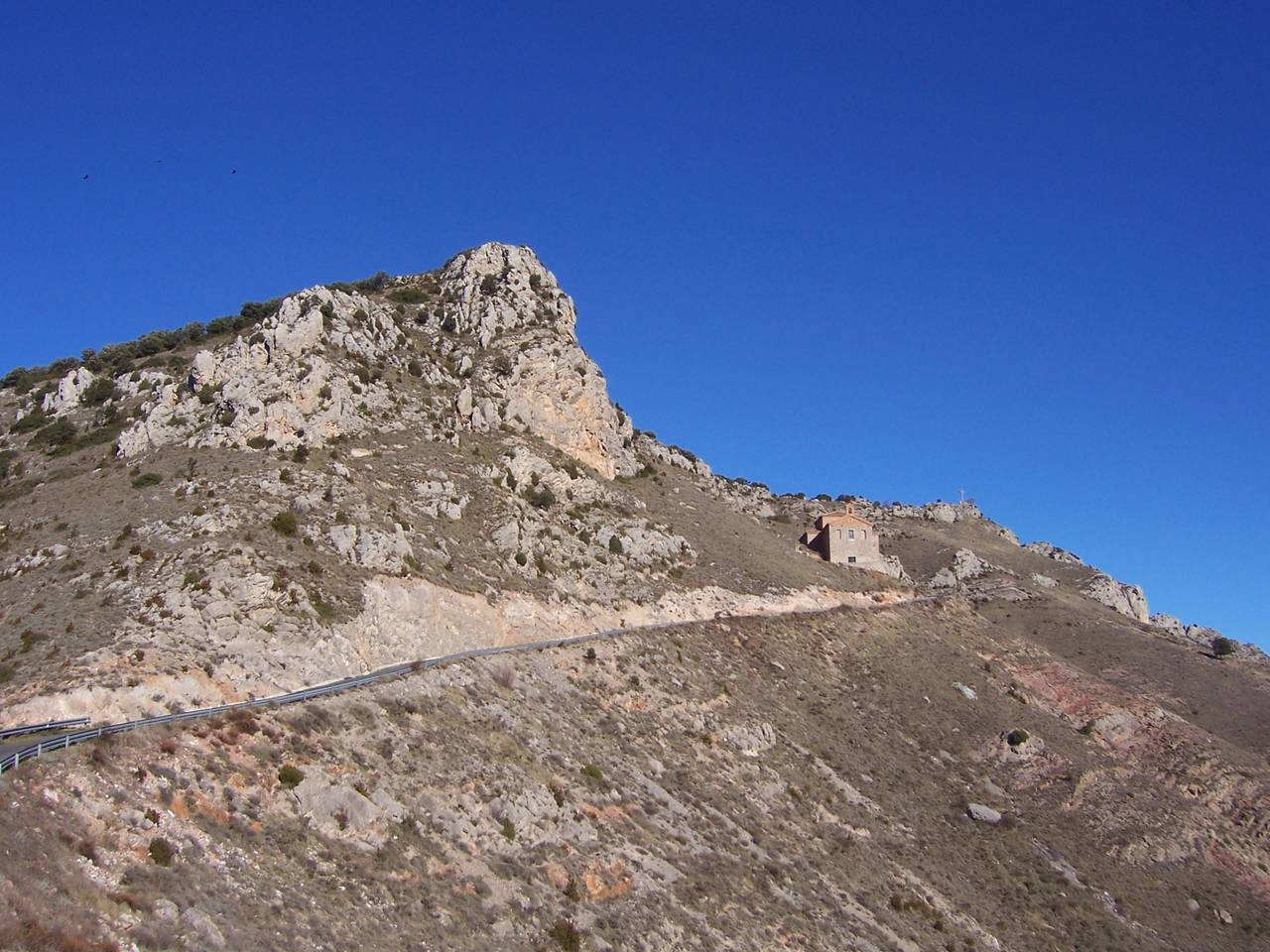
تل مونت لاتورثي اليوم

معركة مونت لاتورثي التي تعرف أيضًا بمعركة البيضاء الثانية هي معركة انتصرت فيها قوات أردونيو الأول ملك أستورياس وحليفه غارسيا إنيغيز ملك نافارا على قوات موسى بن موسى زعيم بني قسي وحاكم بورخا وطرسونة وتيرير وتطيلة، والذي فر من المعركة بعد أن أصيب بجروح بالغة. حدثت المعركة عندما هاجم الأستورياسيون حصنًا جديدًا كان موسى بن موسى يبنيه بالقرب من البيضاء، وحاصره. بعد المعركة، أجبر موسى على الخضوع للأمويين الذين استغلوا الفرصة وأزاحوه عن ولاية الثغر الأعلى.
روى تاريخ ألفونسو الثالث قصة المعركة، دون تحديد العام الذي وقعت فيه. بعد المعركة، قدم لب بن موسى حاكم طليطلة ولائه لأردونيو، وظل على ولائه حتى وفاته. وقد سميت بمعركة البيضاء الثانية تمييزًا لها عن معركة أخرى دارت عام 851.